# Lophostica minor
Lophostica minor är en spindelart som beskrevs av Ledoux 2007. Lophostica minor ingår i släktet Lophostica och familjen hoppspindlar. Inga underarter finns listade i Catalogue of Life.